# Amyema rigidiflora
Amyema rigidiflora är en tvåhjärtbladig växtart som beskrevs av Danser. Amyema rigidiflora ingår i släktet Amyema och familjen Loranthaceae. Inga underarter finns listade i Catalogue of Life.